# Myotis goudoti
Espèce
Synonymes
- Myotis madagascariensis Tomes, 1858[2]
- Myotis sylvicola A. Grandidier, 1870[2]

Statut de conservation UICN

 LC  : Préoccupation mineure
Répartition géographique
Myotis goudoti est une espèce de mammifères chiroptères (chauves-souris) de la famille des Vespertilionidae.

## Répartition
Myotis goudoti est endémique de Madagascar.

## Liste des sous-espèces
Selon BioLib (21 mars 2019) :
- sous-espèce Myotis goudoti anjouanensis Dorst, 1960